# Dietrich Pirson
Dietrich Pirson (* 11. März 1929 in Erlangen; † 2. November 2021) war ein deutscher Rechtswissenschaftler sowie Hochschullehrer. Seine Schwerpunkte lagen im Öffentlichen und Kirchenrecht. 

## Leben
Pirson studierte Evangelische Theologie und Rechtswissenschaft an der Universität Erlangen. 1951 wurde er im Corps Rhenania Erlangen recipiert. Er wurde 1953 zum Dr. theol. und 1960 zum Dr. iur. promoviert. 1963 habilitierte er sich. Als Privatdozent folgte er dem Ruf der Universität Marburg. 1968/69 war er ihr letzter Rektor. Im Zuge der 68er-Bewegung folgte ihm ein Direktorium. Als Lehrstuhlinhaber wechselte er an die Universität Köln und schließlich an die Universität München, an der er Politik und Öffentliches Recht lehrte.
Ordination und Visitation sind für ihn die Grundfunktionen der Kirchenleitung.

„Die der Kirche wesensmäßige Äußerung der stetigen Verkündigung in Wort und Sakrament
setzt voraus, dass eine überörtliche Vorsorge für die Wahrnehmung des aktuellen kirchlichen
Handels stattfindet.“

Sein Sohn ist Felix Pirson, Erster Direktor der Abteilung Istanbul des Deutschen Archäologischen Instituts.

## Schriften (Auswahl)
- Universalität und Partikularität der Kirche. Claudius Verlag 1965. GoogleBooks
- Entscheidungen in Kirchensachen seit 1946. ISBN 3-11-008454-6. Walter de Gruyter, Berlin 1980. GoogleBooks
- Gesammelte Beiträge zum Kirchenrecht und Staatskirchenrecht, Teil 1. GoogleBooks
- Von der Kirchenleitung, in: Vernünftiger Gottesdienst. Kirche nach der Barmer Theologischen Erklärung. Festschrift zum 60. Geburtstag von Hans-Gernot Jung, hg. v. Frithard Scholz und Horst Dickel. Göttingen 1990, S. 256–270
- mit Joseph Listl: Handbuch des Staatskirchenrechts der Bundesrepublik Deutschland, 2 Bde. Duncker & Humblot 1995. Bd. 1, GoogleBooks